# Acraea cepheus
Acraea cepheus là một loài bướm ngày thuộc họ Nymphalidae. Nó được tìm thấy ở châu Phi, từ Nigeria và Angola tới Uganda, miền tây Tanzania và Zambia.